# Dark Sarah
Dark Sarah es una banda finlandesa de metal cinemático creada por Heidi Parviainen, después de su salida de la banda finlandesa de metal Amberian Dawn en 2012.

## Biografía

### Formación y creación de Behind The Black Veil (2012-2015)
La vocalista Heidi Parviainen comenzó a trabajar en el álbum debut de Dark Sarah Behind The Black Veil después de haber tomado la decisión de abandonar su antigua banda Amberian Dawn. Al escribir sus primeras letras para la canción Save Me, que trata sobre un personaje llamado Sarah, que se queda plantada en el altar por su novio, y sale corriendo hacia el bosque entre lágrimas, ella finalmente decidió hacer un álbum conceptual que trataría sobre el lado oscuro de Sarah. También fue entonces cuando se le ocurrió el nombre de su proyecto. Para atraer su proyecto a la atención de la audiencia, le pidió a los músicos Kasperi Heikkinen, Teemu Laitinen y Jukka Koskonen grabar las dos primeras canciones Save Me y Poison Apple, lo que resultaría en el álbum debut de Dark Sarah Behind The Black Veil.
Para financiar todo el proyecto, empezaron tres campañas separadas en Indiegogo, donde todas recibieron financiación completa por los fanes. El CD se grabó en tres partes, llamadas episodios, el primer episodio que contiene las primeras 4 pistas, las segunda, de las pistas 5 a 8, y la tercera, pistas 9 a 14. Para fines promocionales, el EP Violent Roses, que contenía los episodios 1 y 2, salió a la venta durante el Metal Female Voices Fest 2014. Sólo 250 copias estaban disponibles, y todas se firmaron por los entonces miembros en vivo.
Mientras tanto, el resto de las grabaciones de Behind The Black Veil continuaron. El 27 de septiembre de 2012 se anunció que Manuela Kraller (ex-Xandria) participaría en un dueto para la canción Memories Fall, como el personaje Fate. Otros dos colaboraciones fueron anunciados más adelante, así, el 13 de enero de 2013, Inga Scharf (personaje Queen of No Good) y Stefan Schmidt, de la banda alemana de metal Van Canto para la canción Evil Roots, y el 29 de agosto de 2014, Tony Kakko (personaje The Moon) de la banda de metal finlandesa Sonata Arctica para la canción Light in You. Heidi completó las letras con la ayuda de Emy Frost, Janne Storm y Perttu Vänskä, y la música con los compositores Emy Frost, Janne tormenta, Mikko P. Mustonen y Stefan Schmidt. Los guitarristas Sami Salonen y Erkka Korhonen, el baterista Lauri Kuussalo y el bajista Jukka Koskinen fueron añadidos a la alineación oficial de Dark Sarah, que ahora se había convertido en una banda en vivo, con Heidi permaneciendo como la figura principal. El 18 de octubre se presentaron en vivo por primera vez en la duodécima edición del Metal Female Voices Fest, donde cantó junto a Zuberoa Aznárez (Diabulus in Musica). Más adelante, el bajista Jukka Koskinnen dejó la banda y fue sustituido por Rude Rothsten, mientras que en el 29 de abril de 2015 se anunció que el baterista Lauri Kussaloit había dejado Dark Sarah para poder concentrarse más en su propia música, y fue sustituido por Thomas Tunkkari. Los vídeos para las canciones Memories Fall (feat. Manuela Kraller), Hunting the Dreamer and Light in You (feat. Tony Kakko) fueron lanzados.

### The Puzzle (2015-2017)
El 16 de diciembre de 2015 Heidi anunció a través de su página de Facebook que las grabaciones de las primeras canciones del próximo álbum habían comenzado. El 6 de marzo el año 2016 fue liberado el primer teaser junto con el título del nuevo álbum, que sería llamado The Puzzle. La historia del álbum va a continuar desde donde acabó el álbum anterior. Heidi lo explica como: ""The Puzzle" es un álbum conceptual y continúa la historia que comenzó en el álbum debut llamado "Behind The Black Veil". Después de que Evil Tree había muerto y el alma de Dark Sarah con él, ella había sido enviada a la deriva a lo largo del río de la muerte. Las corrientes la llevaron a una isla donde las almas desterradas son llevadas. Para salir de la isla que tiene que resolver el rompecabezas y encontrar tres llaves." Una vez más una campaña de IndieGoGo comenzó a financiar el álbum, esta vez sin varios episodios. La financiación completa llegó al final de la campaña.
El primer video para el álbum fue lanzado el 15 de abril de 2016, llamado Little Men. En el 24 de abril Heidi reveló en su página de Facebook que una vez más tres invitados participarán en el nuevo disco. Manuela Kraller (Ex Xandria) regresa como su personaje Fate en la canción Rain, y Juha-Pekka Leppäluoto (Charon, Northern Kings) interpreta al personaje de The Dragon en la canción Dance With The Dragon. El 13 de septiembre, fue anunciado el tercer invitado, Charlotte Wessels (Delain, Phantasma) interpreta el personaje Evil Siren Mermaid en la canción Aquarium, junto con la información de que The Puzzle se lanzará en Europa y América del Norte el 18 de noviembre. El 18 de octubre, un vídeo con la letra de la canción Aquarium fue liberado.
En marzo de 2017, se anunció que un tercer álbum está en proceso, con JP Leppäluoto retomando su papel de The Dragon, así como que se uniría oficialmente a la alineación de la banda y compondría música para el álbum junto con Heidi. También se anunció otra campaña de microfinanciación colectiva para recaudar dinero para un nuevo video musical. En la descripción de la página de la campaña se lee lo siguiente; "El concepto de Dark Sarah se construye alrededor de una historia sobre una joven llamada Sarah y su lucha contra su lado maligno, conocido como Dark Sarah. Los álbumes cuentan una historia sobre su viaje a través de tres mundos: The Middle World (lit. el Mundo Medio), que es el mundo de los vivos (en éste se sitúa el álbum "Behind The Black Veil"); The Under World (lit. el Mundo Subterráneo), donde habitan los muertos (el álbum de "The Puzzle") y The Upper World (lit. el Mundo Superior), donde residen los espíritus y los dioses (del que tratará el próximo álbum aún sin título). El nuevo álbum también ha sido descrito como una continuación de la historia de Dark Sarah y The Dragon (el gobernante del mundo subterráneo), que se reúnen de nuevo en el mundo superior.

## Miembros

### Miembros actuales
- Heidi Parviainen — voz (2012–presente)
- Sami Salonen — guitarra (2014–presente)
- Thomas Tunkkari — batería (2015–presente)
- Rude Rothstén — bajo (2014–presente)

### Miembros pasados
- Jukka Koskinen — bajo (2014)
- Lauri Kussaloit — batería (2014–2015)
- Juha-Pekka Leppäluoto — voz (2017–2019)
- Erkka Korhonen — guitarra (2014–2021)

### Músicos de Sesión
- Behind The Black Veil:
- Kasperi Heikkinen (guitarra en Save Me y Poison Apple)
- Manuela Kraller (como Fate en Memories Fall)
- Inga Scharf (como Queen of No Good en Evil Roots)
- Van Canto (voces de fondo en Evil Roots)
- Tuomas Nieminen (voces de fondo en Silver Tree y Light In You)
- Tony Kakko (como The Moon en Light In You)

- The Puzzle:
- Juha-Pekka Leppäluoto (como Blue Dragon en Dance With The Dragon)
- Charlotte Wessels (como Evil Siren Mermaid en Aquarium)
- Manuela Kraller (como Fate en Rain)

Cronología

## Discografía
Álbumes de estudio
- Behind The Black Veil (2015)
- The Puzzle (2016)
- The Golden Moth (2018)
- Grim (2020)
- Attack of Orym (2023)

EPs
- Violent Roses (2014)

Videos musicales
- Save Me (2013)
- Memories Fall (2014) (Feat. Manuela Kraller)
- Hunting The Dreamer (2014)
- Light In You (2015) (Feat. Tony Kakko)
- Little Men (2016)
- Aquarium (lyric video) (2016) (Feat. Charlotte Wessels)
- Dance With The Dragon (2016) (Feat. JP Leppäluoto)
- Trespasser (2017) (Feat. JP Leppäluoto)